# Emma Pennsäter
Emma Pennsäter (født 29. november 1997) er en svensk professionel fodboldspiller, der spillede for den svenske Damallsvenskan fodboldklub FC Rosengård. Hun spiller fra sæsonen 2017-2018 som forsvarsspiller for Danske Brøndby IF.

## Meritter
Rosengård
Vinder
- Damallsvenskan (2): 2014, 2015
- Svenska Supercupen: 2015

Sølv
- Svenska Cupen: 2014–15